# Chaupi Orco
Der Chaupi Orco (Quechua Chawpi Urqu ‚Mittlerer Berg‘) ist der höchste Berg der Cordillera Apolobamba, einem Gebirgszug der Ostkordillere der Anden im bolivianisch-peruanischen Grenzgebiet.
Er besitzt zwei Gipfel: Den 6044 m hohen Nordgipfel ( span. Nevado Chaupi Orco Norte) und den 6000 m hohen Südgipfel ( span. Nevado Chaupi Orco Sur).
Der Chaupi Orco liegt 240 km nordwestlich des bolivianischen Regierungssitzes La Paz an der Grenze zwischen Peru und Bolivien. Der Berg ist vergletschert. An seiner Ost- und Südflanke befindet sich jeweils ein Gletscher.